# اگریکولا (میسیسیپی)
اگریکولا، می‌سی‌سی‌پی (به انگلیسی: Agricola, Mississippi) یک منطقهٔ مسکونی در ایالات متحده آمریکا است که در ایالت میسیسیپی واقع شده‌است.

## خصوصیات
اگریکولا ۷۰٫۱ متر بالاتر از سطح دریا واقع شده‌است.